# Häringe kapell
Häringe kapell är en kyrkobyggnad som ligger cirka två kilometer norr om Häringe slott i Västerhaninge socken och Haninge kommun på Södertörn. Den tillhör Västerhaninge-Muskö församling i Stockholms stift.

## Kapellet
Kapellet som tidigare varit en bostad, ombyggdes 1929 efter ritningar av arkitekt Ove Leijonhufvud. Uppdraget till husets omvandling kom från Häringe slotts dåvarande ägare som ville ha en kyrklig byggnad på närmare håll, än den avlägsna sockenkyrkan i centrala Västerhaninge.
Till huvudbyggnaden ansluter ett litet vapenhus vid nordvästra sidan. Kyrkorummet har öst-västlig orientering med kor och altare i öster. Över östra takkrönet tronar ett kors.
På en höjd nära kapellet står en klockstapel med hög spira som pryds av en tuppfigur.

## Inventarier
Den halvcirkelformad altarrunden och sexkantiga predikstolen har samma utförande och färgsättning.
Orgeln är ett harmonium tillverkat av Skandinaviska Orgelfabriken i Stockholm.
En nummertavla i rokoko är från 1700-talet.